# M3 Grant

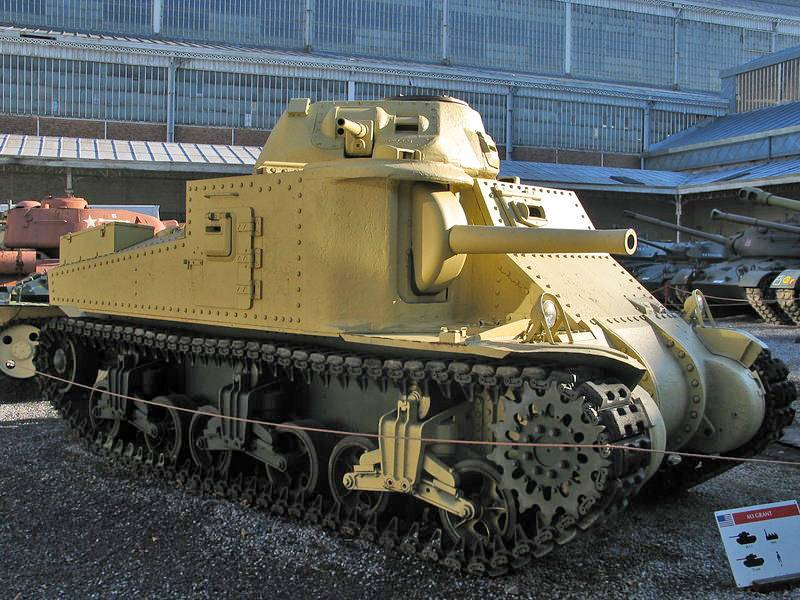
Een M3 Grant, zonder het kleine koepeltje bovenop

De M3 Lee of M3 Medium Tank was een Amerikaans tanktype dat in de Tweede Wereldoorlog werd ingezet (niet te verwarren met de "M3 Light Tank", de M3 Stuart). De Britten bestelden deze tank ook, maar met een aantal kleine aanpassingen; deze varianten kregen de naam M3 Grant.
De M3 werd vooral in Noord-Afrika ingezet in de zomer van 1942 onder leiding van Montgomery en in Italië. De Amerikaanse tanks werden vernoemd naar generaals uit de Amerikaanse Burgeroorlog. De M4 Sherman was de opvolger van de M3.

## Achtergronden
De Verenigde Staten hadden voor de oorlog de ontwikkeling van tanks verwaarloosd. Toen de Duitse overwinning op Frankrijk in mei 1940 noopte tot het oprichten van een moderne tankmacht, was er maar één grote tank beschikbaar: de M2, die de zeer ouderwetse vorm had van een achthoekige kazemat op rupsbanden. Er was geen tijd om nog een andere tank te ontwikkelen, maar men besloot het ontwerp te verbeteren door het aanbrengen van een 75 mm-kanon in een koepel. Dit werd de M4 Sherman. Zelfs deze modificatie kon echter niet al te snel uitgevoerd worden en daarom besloot men in de zomer van 1940 tot het fabriceren van een tussenversie, de M3, waarbij het 75 mm-kanon rechts in de kazematopbouw aangebracht was, met daarbovenop een koepel met een licht 37 mm-antitankkanon. In maart 1941 kwam het prototype klaar en de massaproductie begon in juni.

## Beschrijving M3
De M3 Medium Tank was gebaseerd op de M2 Medium Tank die in kleine aantallen door het Amerikaanse leger was besteld. De onderbouw bleef gelijk aan die van de M2, maar het pantser werd dikker en een 75 mm-kanon werd geplaatst aan de rechterzijde van de tank. Dit kanon kon slechts 30 graden draaien, terwijl het 37 mm-kanon in de geschutskoepel wel een volledige cirkel kon maken. De M3 had capaciteit voor 50 granaten voor het 75 mm-kanon en 178 voor het 37 mm-kanon. Diverse motoren zijn gebruikt voor deze tank, maar de 9 cilinder Wright R975 EC2 en de 12 cilinder General Motors 6046 het meest. Voor meer informatie over de motoren, zie de figuur hieronder
| Omschrijving                 | Wright         | GM             | Chrysler       |
| ---------------------------- | -------------- | -------------- | -------------- |
| Type aanduiding              | R975 EC2       | 6046           | A57            |
| Aantal cilinders             | 9              | 12             | 30             |
| Cilinderinhoud (liter)       | 15,9           | 13,9           | 20,5           |
| Vermogen / toeren per minuut | 400 pk / 2.400 | 410 pk / 2.900 | 425 pk / 2.850 |
| Vermogen / gewicht ratio     | 14,3 pk / ton  | 14,7 pk / ton  | 14,7 pk / ton  |
| Brandstof                    | benzine        | diesel         | benzine        |

De M3 had een extra 1 cilindermotor voor de opwekking van elektriciteit en voor de verwarming.
De Britten hadden een grote behoefte aan tanks. Ze wilden de M3 Lee wel kopen, maar alleen na een aantal aanpassingen. De belangrijkste wens was een grotere koepel, zodat de radio in de toren geplaatst kon worden. De radio werd bediend door de schutter van het 37 mm-kanon en daarmee telde de bemanning een persoon minder. In de Amerikaanse versie was de radio in de romp geplaatst. De Britse versie kreeg de naam M3 Grant. De Engelse versie was iets minder hoog omdat de extra koepel en machinegeweer boven op de geschutskoepel ontbrak.

## Productie
Sinds het einde van de Eerste Wereldoorlog was er in de Verenigde Staten geen tank in serie productie gebouwd. Voor de productie van de M3 werden fabrikanten van spoorwegmaterieel ingeschakeld omdat deze ervaring hadden met zware metaalbewerking en over kranen in de productiehallen beschikten waarmee zware tankonderdelen konden worden verplaatst. Bedrijven als Baldwin Locomotive Works en American Locomotive Company kregen opdrachten voor honderden M3 tanks. De Amerikaanse regering realiseerde zich dat extra productiecapaciteit noodzakelijk was om in de grote behoefte aan tanks te voorzien. In juni 1940 werd de Chrysler autofabriek gevraagd te helpen bij de bouw van Detroit Arsenal Tank Plant bij Warren; een fabriek speciaal bedoeld voor de massaproductie van tanks. In april 1941 rolde de eerste M3 tank uit deze fabriek. De Detroit Tank Arsenal produceerde ongeveer evenveel M3 tanks als alle andere producenten bij elkaar. De M3 was hiermee al snel een van de meest geproduceerde tanks. Er waren verschillende productieversies:
- M3: oorspronkelijke versie met een gewicht van 27,9 ton; een 340 pk benzinemotor leverde een snelheid op van 40 km/u; het frontpantser was 50 mm dik; 1033 gebouwd in 1941, 2915 in 1942.
- Grant: Britse versie met grotere koepel; 309 in 1941, 667 in 1942. De Britten noemden de Amerikaanse versie de Lee.
- M3A1: versie met gietstalen romp, 28,6 ton zwaar, 300.
- M3A2: versie met een gelaste romp, 27,4 ton zwaar, 12.
- M3A3: versie met dieselmotor in gelaste romp, 322.
- M3A4: versie met 370 pk radiaalmotor in verlengde romp, 29 ton zwaar, 109.
- M3A5: versie met dieselmotor in geklonken romp; 284 plus 307 in de Britse versie.

In totaal dus 5.348, waarvan 1.342 in 1941. In augustus 1942 werd de productie beëindigd. Eerst was er een verkort gestabiliseerd M2 75 mm Lang 28 kanon aangebracht; dit werd later, ook op al bestaande exemplaren, vervangen door een M3 Lang 36 versie. Alle versies hadden een bemanning van zeven.
Nadat de M3 Grant uit de frontlinie was teruggetrokken en vervangen door de M4 Sherman werden een aantal voertuigen omgebouwd. De toren werd verwijderd en vervangen door een Canal Defense Light, een zoeklicht.

### Ram tank

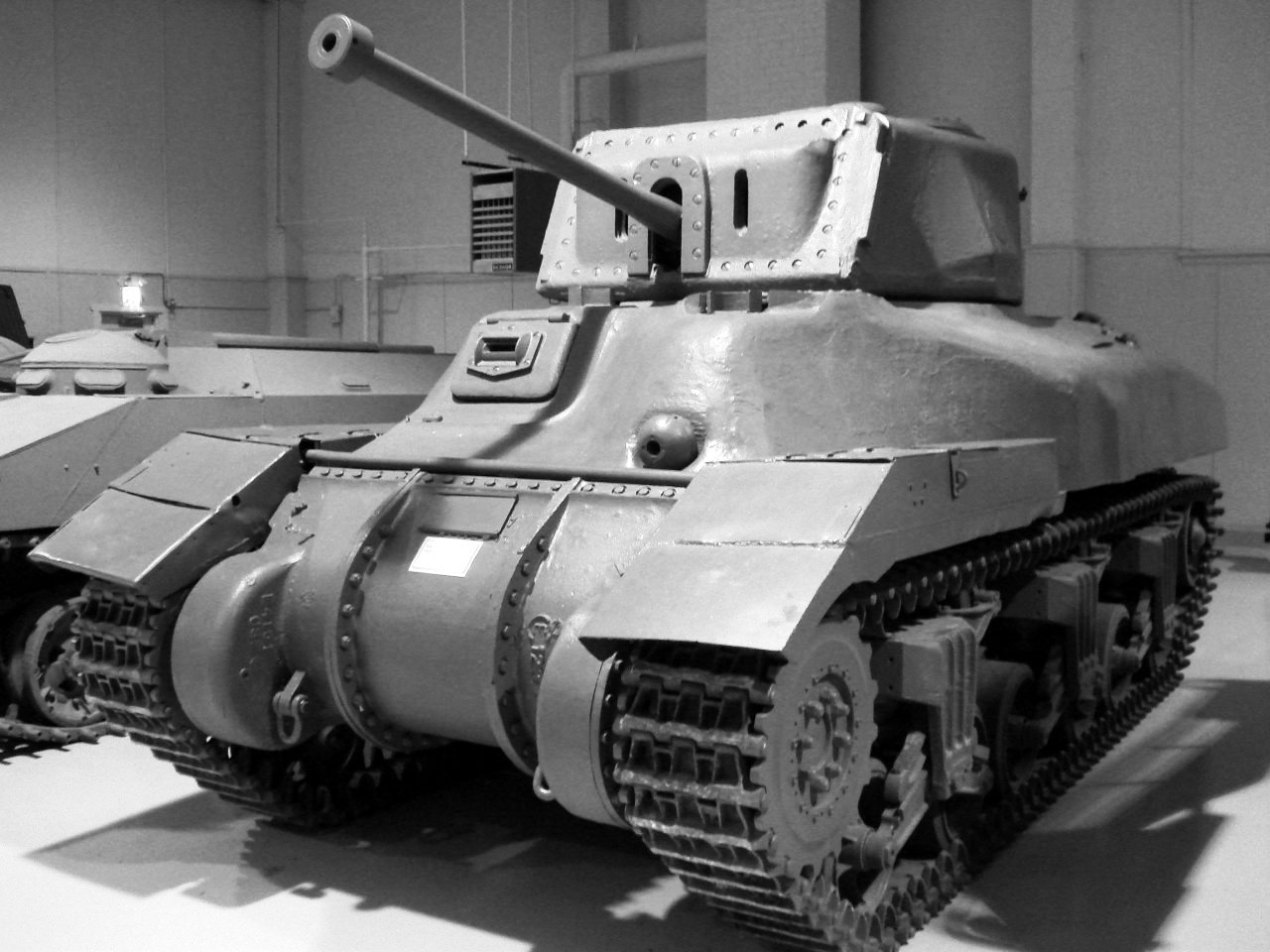
Ram Mk 2 tank

In Canada werd, in samenwerking met de Britten, de Ram tank ontwikkeld, een tank op basis van de M3. In juni 1941 werd een prototype gepresenteerd en de productie ging direct van start. De eerste 50 exemplaren werden uitgerust met een 40 mm-kanon 2-ponder), maar toen een 57 mm-kanon (6-ponder) in voldoende aantallen beschikbaar kwam, werd de tank met dit zwaardere type uitgerust. De Ram is tot medio 1943 in productie geweest; vanaf dat moment werd de M4 Sherman de standaard tank voor het Canadese en Britse leger. In totaal zijn 1.948 Ram tanks geproduceerd. De Ram is vooral gebruikt bij de opleidingcentra en heeft nauwelijks deelgenomen aan de strijd. De Ram vertoond grote gelijkenis met de latere M4 Sherman.

## Operationele geschiedenis

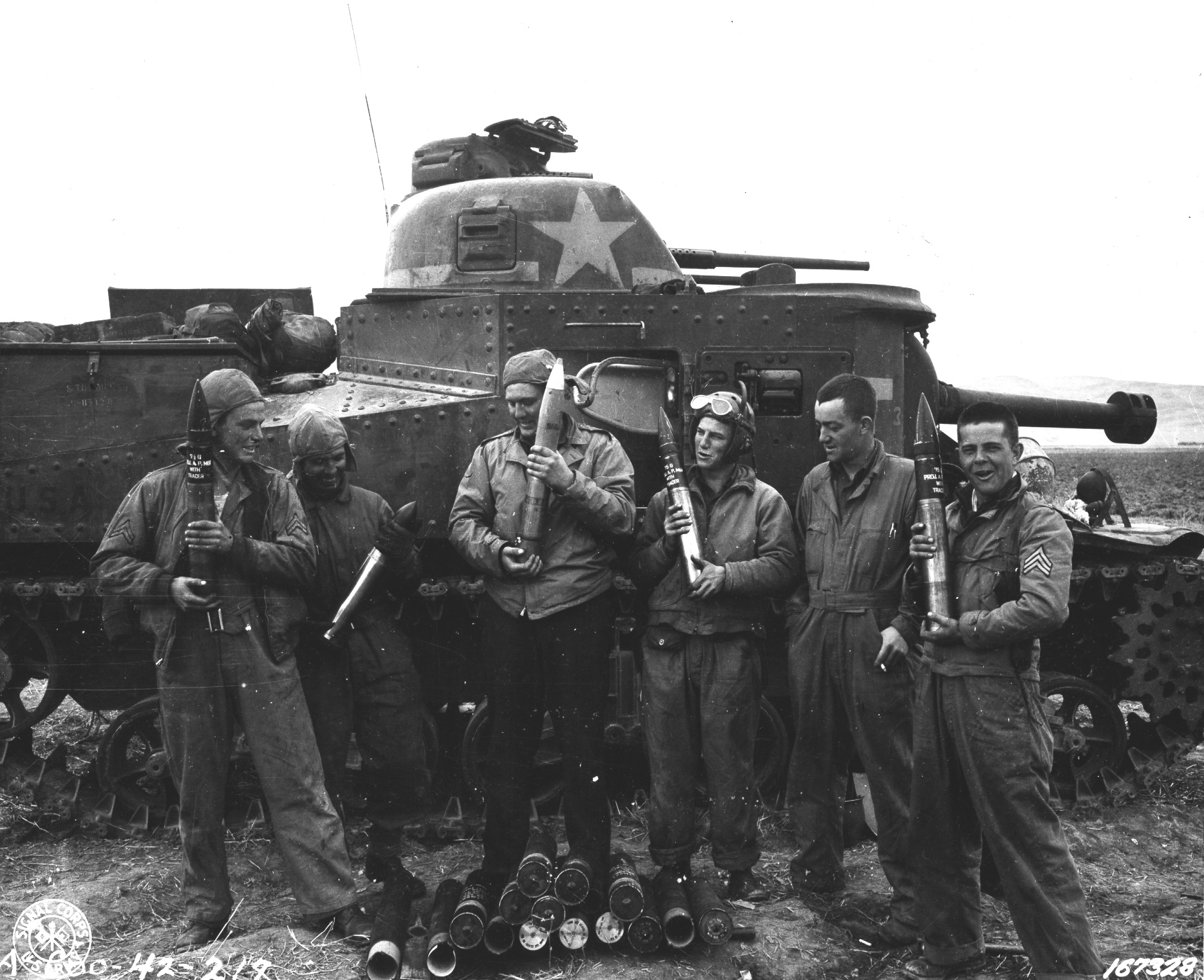
De M3 Lee in Noord-Afrika

De tank werd het eerst ingezet door het Britse achtste leger tijdens de Slag bij Gazala in Noord-Afrika in mei 1942. Op dat moment had hij van alle geallieerde tanks de grootste vuurkracht. Toen bleek echter op pijnlijke wijze dat de plaatsing van het kanon in de romp het onmogelijk maakte een veilige gedekte verdedigingspositie in te nemen. Ongeveer de helft van de ingezette M3 tanks werd uitgeschakeld, met name door het Duitse 88 mm-luchtafweerkanon. De Amerikanen hebben de M3 ook gebruikt bij Operatie Torch. De M3 werd al in Noord-Afrika geleidelijk vervangen door zijn opvolger, de M4 Sherman, en zelfs die was in een 1 op 1 confrontatie niet opgewassen tegen de toen gangbare Duitse tanks. De laatste inzet van de M3 in het westen was in Italië: in Normandië werden al geen M3's meer gebruikt.
In de strijd tegen Japan bleef de tank langer in gebruik. Japan was niet in staat geweest een nieuwe generatie tanks te ontwikkelen die opgewassen was tegen de M3 Grant. De M3 werd voornamelijk gebruik als ondersteuning van de infanterie. In november 1943 werd het voertuig nog gebruikt in de strijd om de Gilberteilanden, maar in 1944 werd de tank officieel verouderd verklaard. De tank bleef desondanks in gebruik; veel exemplaren werden geleverd aan Australië voor opleidingsdoeleinden en aan Birma.
Aan Australië werden 752 tanks overgedragen; naar de Sovjet-Unie zijn 1676 stuks verscheept.

## Naslagwerk
- M4 Sherman, auteur: George Forty. Uitgeverij: Blandford Press, Poole, Verenigd Koninkrijk, 1987. ISBN 0 7137 1678 9